# Benedek Pál (mérnök)
Benedek Pál Gyula Miklós (Gyula, 1908. szeptember 22. – Budapest, 1942. augusztus 30.) okleveles mérnök, a királyi műszaki tanácsos, a Vízerőügyi Hivatal főnöke, tartalékos tüzérhadnagy.

## Életpályája
Szülei: Benedek József (1876–1941) vízépítő mérnök és Bakos Irén voltak. 1931-ben a budapesti Műegyetemen diplomázott. Itt rövid ideig tanársegéd volt. 1936–1937 között – ösztöndíjjal – vízépítéstani kutatásokat folytatott. 1937–1941 között az Országos Öntözésügyi Hivatal tervezési osztályának munkatársa volt. 1939-től előkészítette a Tarac-völgyi víztároló előtervét, majd megkezdte a Visóvölgyi víztároló tervének kidolgozását. 1941–1942 között a Vízrajzi Intézet vízerő-tanulmányi csoportjának vezetője, valamint Vízerőügyi Hivatal vezetője volt.
Részt vett a Körös-völgyi vízgazdálkodási tervek – főleg a Békésszentandrási duzzasztómű terveinek - hidrológiai előkészítésében. A tiszai duzzasztóművek vízrajzi előtanulmányaival is foglalkozott.
Sírja a Farkasréti temetőben volt, amit felszámoltak.

## Művei
- A Hármaskörös középvizeinek természete (Vízügyi Közlemények, 1935. 3. sz.)
- Hegyvidéki nagyobb vízerőink különös tekintettel a tározásra (Budapest, 1942)